# 湖口 (大字)
湖口，原稱為大湖口，是臺灣新竹縣湖口鄉的一個傳統地域名稱，位於該鄉中部偏東南。相較於今日行政區，其範圍大致包括湖口村西北大半部、湖鏡村、中正村東南端。

## 歷史
台灣清治末期至日治初期，湖口地區為一街庄，稱為「大湖口庄」，隸屬於竹北二堡。該庄西北與下北勢庄、上北勢庄為鄰，東北邊及東邊北段與長崗嶺庄為鄰，東邊南段與羊喜窩庄為鄰，南邊為糞箕窩庄，西南邊為波羅汶庄。
1901年（日治明治三十四年）11月，全台廢縣廳改設二十廳，該庄隸屬於新竹廳。1909年（明治四十二年）10月，合併二十廳為十二廳，該庄隸屬不變。1920年（大正九年），廢十二廳改設五州二廳，該庄改制並改名為「湖口」大字，隸屬於新竹州新竹郡湖口庄，大字下有「湖口」、「埔心」小字名。
戰後湖口庄改制為湖口鄉，隸屬於新竹縣，大字亦改制為村。1950年桃、竹、苗分治，湖口鄉隸屬不變。

## 聚落
本地區發展較早的聚落為大湖口（老湖口）、埔心等，在日治期初期的官方地圖上已有記載。除此之外，本地區尚有四角亭聚落。

## 交通
國道1號又稱「中山高速公路」，是台灣西部兩條縱向高速公路之一，大致以橫向轉東北－西南走向再轉橫向蜿蜒經過湖口地區南部。境內未設交流道，東側最近的是位於楊梅市區東邊省道台1線交會處的楊梅交流道，西側最近的是波羅汶山南邊的湖口交流道，由此等進入可快速前往台灣西部各地。
省道台1線又稱「縱貫公路」，是台北至屏東楓港的傳統幹道，大致與國道1號並行且位於其北側經過本地區南部，向東北可前往楊梅、平鎮、中壢等地，向西轉西北再轉西南可前往山崎、竹北、新竹等地。
省道台31線又稱「高鐵橋下桃園段道路」，是蘆竹至湖口與高鐵並行的平面幹道，其西南側端點位於本地部東部省道台1線路口。由此向東北可前往楊梅、新屋、中壢、大園、蘆竹的高鐵沿線各地，向西南可前往大湖口地區並止於省道台1線路口。
縣道117號（中正路二段～三段、八德路一段）是新豐埔和至香山內湖的道路，大致以北北西—南南東走向轉縱向再轉東西經過本地區西部及西南部，向北北西可前往下北勢（新湖口）、福興、後湖並止於省道台15線路口，向西轉南再轉西南可前往番子湖、六家、埔頂、新竹市區等地。
鄉道竹12線（湖中路）是中北勢至南窩尾的道路，大致以西北—東南走向轉東北—西南走向再轉西北—東南走向經過本地區。由該道路西北側向西北可前往中北勢聚落南側的縣道117號路口，東南側向東南可前往羊喜窩、南勢並止於鄉道竹11-1線路口。

## 學校
- 湖口國小